# Euphorbia acanthothamnos
Espèce
L'Euphorbe épineuse[réf. nécessaire] (Euphorbia acanthothamnos) est une espèce de plante herbacée méditerranéenne de la famille des Euphorbiacées.